# فادية عكاشة
فادية عكاشة (10 سبتمبر 1941 -)، ممثلة مصرية. بدأت حياتها الفنية في منتصف ستينات القرن العشرين، حيث تميزت بقدرتها على تجسيد الأدوار سواً في السينما أو المسرح أو التلفزيون.

## أعمالها

### من الأفلام
- الحرام.
- بنت من بنات.
- حكاية من بلدنا.
- نحن الرجال طيبيون.
- فجر الإسلام.
- 24 ساعة حب.
- ومضى قطار العمر.
- ممنوع في ليلة الدخلة.
- العش الهادى.
- الضباب.
- خطايا الحب.
- البؤساء.
- مع تحياتي لأستاذي العزيز.
- الطاووس.
- أهلاً بالسكان.
- الضائعة.
- استاكوزا.
- لو كان ده حلم.
- مذكرات مراهقة.

### من المسلسلات
- الضباب.
- أهلاً بالسكان.
- يوميات ونيس - شاركت بخمس أجزاء متتالية.
- الفرسان.
- هوانم جاردن سيتي - جزئين.
- حكاية بلا بداية ولا نهاية.
- أوبرا عايدة.
- بعد الطوفان.
- الرقص مع الزهور.

### من المسرحيات
- موعد مع الوزير.
- فندق الأشغال الشاقة.
- روميو وجوليت.
- موسيقى في الحي الشرقي.
- جوليو ورومييت.
- سيرك يا دنيا.
- البهلوانات.

## روابط خارجية
- فادية عكاشة على موقع الدهليز
- فادية عكاشة على موقع قاعدة بيانات الأفلام العربية